# Eup (phân cấp hành chính)
Eup hay ŭp (Hán Việt: ấp) là một đơn vị hành chính của cả Triều Tiên và Hàn Quốc tương tự như đơn vị của thị trấn.

## Ở Hàn Quốc
Cùng với "myeon" (diện), "eup" là một trong những đơn vị của huyện ("gun"-quận), và một số thành phố ("si") với dân số thấp hơn 500.000. Các thị trấn chính hoặc thị trấn trong huyện—hoặc thị trấn thứ cấp hoặc thị trấn trong vùng thành phố—được xem là "eup". Thị trấn được chia thành lí ("ri"). Để hình thành một eup, mật độ dân số tối thiểu phải là 20.000 dân.